# Костюченко Єлізавета Михайлівна
Єлізавета Михайлівна Костюченко (нар. 7 листопада 1989) — українська футболістка, захисниця харківського «Житлобуду-1».

## Життєпис
Футбольну кар'єру розпочала в 2006 році в складі «Житлобуду-1». Дебютувала за харківський колектив 27 травня 2006 року в переможному (7:0) домашнбому поєдинку 4-о туру чемпіонату України проти столичного «Атексу». Єлізавета вийшла на поле з лави для запасних, а на 89-й хвилині відзначилася дебютним голом у вищій лізі. Восьмиразова чемпіонка України, 10-кратна володарка кубку України, багаторазова учасниця жіночої Ліги чемпіонів.

## Досягнення
«Житлобуд-1»
- Вища ліга чемпіонату України
  -  Чемпіон (7): 2006, 2008, 2011, 2012, 2013, 2014, 2015, 2018
  -  Срібний призер (5): 2007, 2009, 2010, 2016, 2017
- Кубок України
  -  Володар (10): 2006, 2007, 2008, 2010, 2011, 2013, 2014, 2015, 2016, 2018
  -  Фіналіст (1): 2009